# 中国空气动力研究与发展中心
中国空气动力研究与发展中心，又称中国人民解放军第二十九试验训练基地（中国人民解放军63820部队），位於四川省绵阳市安州区，属于中国人民解放军战略支援部队，是中国最大的空气动力学研究、试验机构。

## 简介
1964年初，国际著名空气动力学家、国防部第五研究院院长钱学森根据国家安全和经济建设的需要，以及空气动力学的发展状况，建议成立全国的空气动力研究院，并于1967年8月任空气动力研究院筹备组组长。1965年，中华人民共和国第三机械工业部在四川省安县重新组建国防部第六研究院第七研究所。原属国防部第五研究院的北京空气动力研究所划归中华人民共和国第七机械工业部后，也在四川省安县选点建设风洞31°41′36″N 104°27′48″E / 31.693216°N 104.463208°E，即“七三〇五工程”。
国防科研体制调整时，经钱学森、郭永怀规划，并经毛泽东批准，将中国主要的空气动力研究机构合并，于1968年2月成立中国空气动力研究院，即中国人民解放军国防科学技术委员会第十七研究院。随后，将国防部第六研究院第七研究所、第七机械工业部“七三〇五工程”、中国科学院力学研究所怀柔分部划归第十七研究院。
此后数年，第十七研究院的管理体制多次变更。1970年3月，撤消了第十七研究院的番号，改为“风洞建设指挥部”，划归中国人民解放军空军领导，后又移交给中华人民共和国航空工业部第六研究院。1970年到1974年，广大干部和科研人员，尤其是主要为航天服务的超高速所（五所）的干部和科研人员，通过各种途径向中央反映不合理的体制给基建和科研带来的困难。后来，国务院总理周恩来、副总理李先念等对此作出批复。中国人民解放军国防科学技术委员会（国防科委）副主任钱学森为维持该单位不被拆分作出了许多努力。后来，国防工办和国防科委派出调查组，来到绵阳了解情况。经过努力，包括钱学森多次向领导介绍情况，国务院和中共中央军委在1975年11月决定将“风洞建设指挥部”划归国防科委建制，更名为“空气动力试验指挥部”。1976年1月，正式划归国防科委领导。1978年5月，钱学森在该单位深入调查研究。到1979年，规划中的大部分风洞已建成，并开展了许多研究试验工作。1979年1月，组建成立“中国空气动力研究与发展中心”。刘苏、张子新、刘光奇、史效忠（以上为副司令员，初期无司令员）、赵巨明（政治委员）等先后担任该中心初创时期的主要领导。
1980年和1984年，该中心两次面临从军队移交地方，科技人员纷纷向中央反映意见，经钱学森支持，该中心仍保留在军队序列中。1985年10月，中央宣布裁军100万。国防科委领导由此再次研究该中心存在的必要性，会上钱学森重申该中心对航空航天技术发展的重要性，经钱学森坚持，国防科委此次研究未作出撤消该中心的结论。在中央一次会议后，中央军委主席邓小平请钱学森留下，探讨风洞建设问题，钱学森的回答解除了中央的疑虑，对该中心的生存起了关键作用。当时二人的对话是：

邓小平：有人提出电子计算机发展到今天，气动特性已经可以用计算机来求解，是不是不一定需要用风洞吹风了？
钱学森：是有这种可能，但现在计算机的计算速度还达不到这个地步，将来计算速度和软件技术进一步提高有这种可能。即使到那个时候，风洞试验还是需要的，要看看计算的结果符不符合试验的结果，需不需要对计算方法进行修正。所以我们应大力发展计算机和软件技术。
邓小平：听说由于气动中心吹风需要大量的电能，已经影响到西南地区的工业生产了？
钱学森：如果我们走美、苏研制航天飞机用的高马赫数、高雷诺数、吹风时间几十秒级的超大型风洞的路子，确实存在这个问题。美国、苏联在这类吹风时，风洞所在整个城市用电都受影响。所以，我们不主张走美、苏发展超大型风洞的路子，而是发展激波风洞，下决心走短脉冲（几毫秒至几十毫秒）的道路，以节约投资和电资源。

中国空气动力研究与发展中心主要运用风洞试验、数值计算、模型自由飞这三大手段，开展空气动力学、飞行力学、风工程各领域的研究。截至20世纪末，已建成数十座配套的低速、高速、高超声速气动力和气动热试验设备，形成了亚洲最大的风洞群。
2008年5月12日，汶川大地震使风洞群停止工作。2010年，汶川大地震两周年之际，随着多功能结冰风洞动工兴建，科研试验新区正式开工。2014年，拥有20多座风洞的“世界一流新型国家气动中心”建成。
在深化国防和军队改革中，2015年底由中国人民解放军总装备部转隶新组建的中国人民解放军战略支援部队。

## 机构设置
- 科技部
- 人力资源部
- 试验设备部
- 财务与保障部
- 各研究所[9]

## 历任领导
| 中国人民解放军第二十九试验训练基地司令员 （对外又称：中国空气动力研究与发展中心主任） 1. 黄 序 少将（1983年9月—1990年） - 王昌琪 少将（1990年6月—1992年10月，副司令员代理） 2. 王昌琪 少将（1992年10月—1997年12月） 3. 焦安昌 少将（1997年—2002年） 4. 屠恒章 少将（2002年—2004年） 5. 王希山 少将（2004年—2009年） 6. 阮祥新 少将（2009年—2016年） 7. 范召林 少将（2016年—） | 中国人民解放军第二十九试验训练基地政治委员 （1990年代起通常兼任中国空气动力研究与发展中心党委书记） 1. 赵巨明 少将（1977年12月—？） 2. 张国佐 少将（1993年—2001年） 3. 贾万清 少将（2001年—2004年） 4. 张志忠 少将（2004年—2008年） 5. 饶顺和 少将（2008年—2012年，党委书记兼政委） 6. 张源明 少将（2012年—？，党委书记兼政委） 7. 江一顺 少将（2023年—，党委书记兼政委） |